# ششمین جشنواره بین‌المللی فیلم برلین
ششمین  دوره جشنواره بین‌المللی فیلم برلین ۲۲ ژوئن ۱۹۵۶ تا ۳ ژوئیه ادامه پیدا کرد. که در نهایت فیلم دعوت به رقص برنده خرس طلایی شد.

## بخش رقابتی

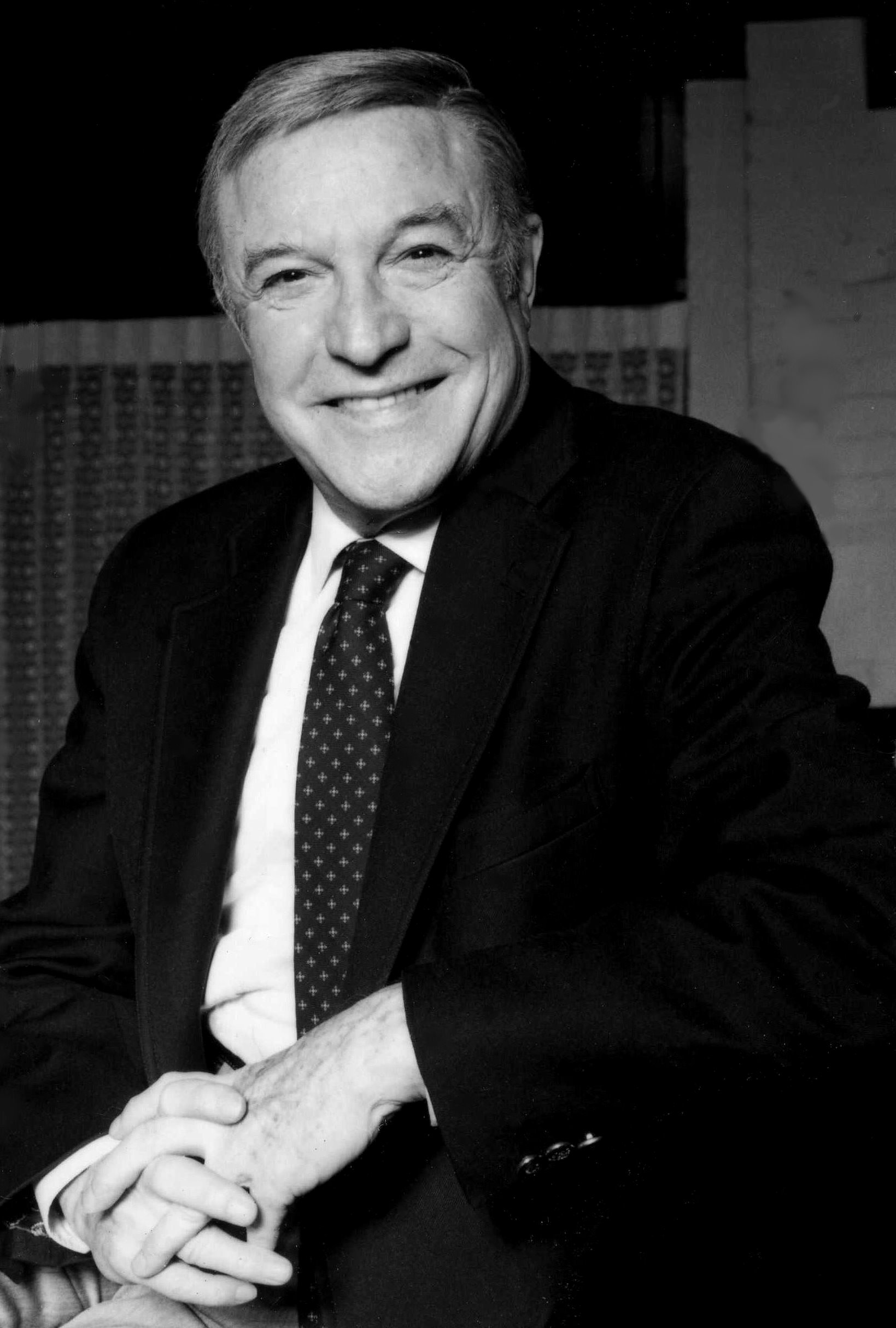
دعوت به رقص، برنده بهترین فیلم برای جین کلی

| عنوان انگلیسی              | عنوان اصلی                                  | کارگردان(ها)         | کشور تولید کننده  |
| -------------------------- | ------------------------------------------- | -------------------- | ----------------- |
|                            | ...erwachsen sein dagegen sehr              | ولف هارت             | آلمان             |
| برگ‌های پاییزی              | Autumn Leaves                               | رابرت آلدریچ         | آمریکا            |
| افسانه مار سفید            | Byaku fujin no yoren                        | شیرو تویودا          | ژاپن              |
|                            | Donatella                                   | ماریو مونیچلی        | ایتالیا           |
| جاده های زندگی             | El camino de la vida                        | آلفونسو کورونا بلاکه | مکزیک             |
|                            | ارنست رویتر                                 | Wolfgang Kiepenheuer | آلمان             |
|                            | Hitit günesi                                |                      | ترکیه             |
| دعوت به رقص                | Invitation to the Dance                     | جین کلی              | آمریکا            |
| هیچ جایی برای حیوانات وحشی | Kein Platz für wilde Tiere                  | برنارد گریمک         | آلمان             |
|                            | La Sorcière                                 | آندره میشل           | فرانسه            |
|                            | Le sabotier du Val de Loire                 | ژاک دمی              | فرانسه            |
|                            | Les très riches heures de l'Afrique romaine | Jean Lehérissey      | فرانسه            |
| مردان مخالف قطب شمال       | Men Against the Arctic                      | وینستون هیلبر        | آمریکا            |
| عمو هیاتیانت               | Mi tío Jacinto                              | لادیسلائو وایدا      | ایتالیا - اسپانیا |
|                            | نان، عشق و ...                              | دینو ریسی            | ایتالیا           |
|                            | Paris la nuit                               | Jacques Baratier     | فرانسه            |
| Rythmetic                  | Rythmetic                                   | نورمن مک لارن        | کانادا            |
| ریچارد سوم                 | Richard III                                 | لارنس الیویه         | بریتانیا          |
| بهار می آید به کشمیر       |                                             | راوی پراکاش          | هند               |
| شیر آفریقایی               | The African Lion                            | جیمز آلگار           | آمریکا            |
| طولانی بازو                | The Long Arm                                | چارلز فرند           | بریتانیا          |
| طولانی سفر                 | The Long Journey                            |                      |                   |
| بندباز (فیلم)              | Trapeze                                     | کارول رید            | آمریکا            |
| قبل از غروب آفتاب          | Vor Sonnenuntergang                         | گوتفرید راینهارت     | آلمان             |
|                            | Zauber der Natur                            | ریچارد مستلر         | آلمان             |

## برندگان
| جایزه                             | به خاطر فیلم  | برنده                |
| --------------------------------- | ------------- | -------------------- |
| خرس طلایی                         | دعوت به رقص   | جین کلی              |
| خرس نقره‌ای برای بهترین کارگردان   | رابرت آلدریچ  | برگ‌های پاییزی (فیلم) |
| خرس نقره‌ای برای بهترین بازیگر زن  | السا مارتینلی | دوناتلا              |
| خرس نقره‌ای برای بهترین بازیگر مرد | برت لنکستر    | بندباز (فیلم)        |